# Prostki
Prostki (niem. Prostken) – wieś mazurska w Polsce, położona w województwie warmińsko-mazurskim, w powiecie ełckim, w gminie Prostki nad rzeką Ełk. Miejscowość jest siedzibą gminy Prostki.
Na terenie miejscowości znajdują się między innymi: Szkoła Podstawowa im. Jana Pawła II, Parafia rzymskokatolicka i kościół parafialny pod wezwaniem św. Antoniego z Padwy, Urząd Gminy, Gminny Ośrodek Kultury, Ochotnicza Straż Pożarna w Prostkach, oczyszczalnia ścieków, dworzec kolejowy, słup graniczny w Boguszach.

## Historia
Miejscowość została założona na obszarze Prus Książęcych w 1432, gdy osiedlili się tu trzej bracia Prostkowie: Jan, Kacper i Mikołaj.
8 października 1656, podczas potopu szwedzkiego, rozegrała się tu bitwa pomiędzy sprzymierzonymi wojskami Rzeczypospolitej i Tatarów, a wojskami brandenbursko-szwedzkimi.
Od 1657 Prusy Książęce znajdowały się w unii z Brandenburgią, tworząc od 1701 Królestwo Prus, zaś od 1871 zjednoczone Niemcy.
Od założenia miejscowości do 1941 Prostki były niemal bez przerwy pruską miejscowością graniczną. Pozostałością tego faktu jest zachowany częściowo słup graniczny, ufundowany przez Albrechta Hohenzollerna w 1545 w miejscu, gdzie stykały się granice Prus, Korony i Litwy. Od 1807 przebiegała tu z kolei granica Prus z Księstwem Warszawskim, Rosją (od 1815), Rzeczpospolitą Polską (od 1918) i ZSRR (od 1939).
W 1866 otwarta została linia kolejowa Białystok – Grajewo – Ełk (linia kolejowa nr 38), do 1870 przedłużona do Królewca. Wiązał się z tym okres szybkiego rozwoju miejscowości, zahamowany podczas I wojny światowej, a ponowiony i zintensyfikowany w okresie międzywojennym z inicjatywy niemieckich władz (elektrownia, teatr, 3 kina, kolejowe i drogowe przejście graniczne oraz inne obiekty).
Dzień przed rozpoczęciem niemieckiej inwazji na Związek Radziecki (22 czerwca 1941) miejscowość stała się jednym z pierwszych ognisk przygotowawczych do wojny. Dworzec został zamknięty dla cywili, a na nim zgrupowano liczne oddziały Rzeszy oraz Pociąg Pancerny PZ 3.
Po zakończeniu działań wojennych na mocy ustaleń konferencji w Jałcie i Poczdamie o podziale wschodnich terytoriów Niemiec pomiędzy Polskę i ZSRR miejscowość znalazła się w granicach Polski. Wskutek zmiany granic miejscowość utraciła na swoim ekonomicznym znaczeniu. Rozebrano jeden tor z dwutorowej linii kolejowej Ełk – Prostki – Grajewo i liczne tory odstawcze w Prostkach. Obecnie na stacji w Prostkach istnieje tylko jeden peron z dwiema liniami torów.
W latach 1975–1998 miejscowość administracyjnie należała do województwa suwalskiego.
W lutym 2023 podczas działań mających na celu odszukanie pozostałości bitwy z 1656 odkryto tu toporek bojowy z brązu datowany na lata 1300–900 p.n.e., łączony z kręgiem kultury wschodniobałtyjskiej.

## Transport
Miejscowość położona jest przy drodze krajowej nr 65 (Gołdap – Bobrowniki) i przy linii kolejowej Białystok – Głomno.

## Sport
W Prostkach działa klub piłkarski KS Pojezierze Prostki, założony w 1960. Od sezonu 2014/15 występuje w klasie okręgowej, grupie warmińsko-mazurskiej I. Mecze rozgrywa na Stadionie Leśnym w Prostkach, mogącym pomieścić 1000 osób.

## Urodzeni w Prostkach
- Grzegorz Jabłoński – bokser, olimpijczyk z Seulu 1988
- Ernst Meyer(inne języki) – jeden ze współzałożycieli Komunistycznej Partii Niemiec
- Marcin Miller – lider zespołu disco polo Boys
- Robert Sasinowski – lider zespołu disco polo Skaner